# Bene così (singolo)
Bene così è il secondo singolo estratto dall'omonimo album di Alex Britti, pubblicato il 6 settembre 2013.

## Video musicale
Il videoclip del brano, girato tra Catania (Monastero dei Benedettini) e provincia e diretto da Nanni Musiqo, è stato pubblicato il 6 ottobre 2013.